# Tatort: Die ewige Welle
Die ewige Welle ist ein Fernsehfilm aus der Krimireihe Tatort. Der vom Bayerischen Rundfunk produzierte Beitrag ist die 1096. Tatort-Episode und wurde am 26. Mai 2019 im Programm Das Erste gesendet. Das Münchner Ermittlerduo Batic und Leitmayr ermittelt seinen 81. Fall.

## Handlung
Der Wellenreiter Mikesch Seifert und sein deutlich jüngerer Kumpel Robert Kraut nutzen die Eisbachwelle, eine künstlich angelegte Stromschnelle mit einer halbmeterhohen stehenden Welle an der Münchner Prinzregentenstraße, für eine nächtliche Surfsession. Auf der Heimfahrt mit dem Fahrrad wird Mikesch im Englischen Garten von einem Junkie gestoppt, der von ihm ein Medikament will. Bei der anschließenden Rauferei wird Mikesch mit einem Messer schwer verletzt. Er und Franz Leitmayr waren Anfang der 1980er-Jahre eng befreundet; sie verbrachten zusammen mit der Niederländerin Frida de Kuyper einen Sommer zu dritt am Atlantik in Portugal. Doch Mikesch ist nicht sehr begeistert, dass der „wilde Franz“ von damals heute Polizist ist, und kurz nach dessen Besuch im Krankenhaus verschwindet Mikesch heimlich aus der Klinik, obwohl die tiefe Wunde immer noch lebensbedrohlich ist. Batic und Leitmayr versuchen ihn zu finden, doch weder sein Freund Robert noch der leicht verwirrte Heinrich wissen angeblich, wo sich Mikesch versteckt hält.
In München werden indessen zwei tote Junkies entdeckt, die offensichtlich mit Mikesch in Kontakt standen. Leitmayr will nicht glauben, dass sein ehemaliger Freund etwas mit Drogen zu tun haben könnte, denn früher war er immer abstinent, habe noch nicht mal Alkohol getrunken. Nach der Obduktion steht fest, dass die beiden Junkies jeweils an einer Überdosis eines Wirkstoffes gestorben sind, der für Schmerzpflaster verwendet wird. Insider kochen diese Pflaster aus oder kauen sie, um an die Droge zu gelangen. Da solche Pflasterpackungen auch in Mikeschs Wohnung vorgefunden wurden, steht fest, dass es hier einen Zusammenhang gibt. Die in den Körpern der Toten vorgefundene Wirkstoffmenge lässt sich aber nicht durch die aufgefundenen Pflaster erklären, denn dafür ist sie zu hoch. Eine Recherche beim Hersteller ergibt, dass die Pflasterpackungen aus einer Mangelproduktion stammen und der Wirkstoff um ein Vielfaches zu hoch dosiert war, sodass sie deshalb vernichtet werden sollten. Bevor es dazu kam, waren die entsprechenden Paletten vom Werksgelände verschwunden. Da Mikeschs Freund Robert dort als Aushilfskraft arbeitet, gehen die Ermittler dieser Spur nach. Doch auch Robert ist inzwischen untergetaucht. Zusammen mit Mikesch will er den Wirkstoff aus den Pflastern an einen Händler verkaufen. Dazu kochen sie mühsam alle Packungen aus und füllen das Resultat in Flaschen ab. Allerdings kommt auch der Dealer Reja dahinter, dass jemand in „seinem Revier“ Geschäfte machen will und er fordert das Material ein. Mikesch kann den Mann bis zum Abend hinhalten und hofft, bis dahin das Geschäft abgewickelt zu haben und aus München verschwunden zu sein. Doch auch seiner Tochter Maya will Mikesch helfen und ihr 50.000 Euro für ein Medizinstudium in Breslau geben, da sie wegen des Numerus clausus nicht ohne Wartesemester in Deutschland studieren kann. Als Mikesch Robert eröffnet, dass er deshalb nicht sofort mit ihm ins Ausland gehen kann, rastet dieser aus und es kommt zu einem Verkehrsunfall, bei dem Robert schwer verletzt wird. Auch die Absprache mit den Aufkäufern des flüssigen Wirkstoffs platzt und Mikesch sieht sich gezwungen, das Angebot des Dealers anzunehmen. Dabei kommt es allerdings zum Streit und die Männer schlagen und treten auf den schon Verletzten ein, woraufhin dessen Wunde wieder aufplatzt und stark zu bluten beginnt. Batic und Leitmayr kommen hinzu, doch Mikesch flüchtet erneut, während die Polizisten durch einen Schusswechsel mit den Dealern aufgehalten werden. Leitmayr telefoniert mit dem in einer Straßenbahn sitzenden Mikesch, doch dieser sagt ihm nicht, wo er ist, obwohl ihm zusehends die Kräfte schwinden. Auch sein Handy wirft er aus dem Fenster. So wird er schließlich zu spät gefunden: An der Endhaltestelle der Straßenbahn fährt ein Leichenwagen vor und Leitmayr identifiziert den toten Mikesch.

## Hintergrund
Der Film wurde an 22 Drehtagen vom 7. August 2018 bis zum 10. September 2018 in München gedreht; dazu kam ein Drehtag in Portugal.
Stilistisch erinnern die aufbauenden Rückblenden auf die Ménage à Trois in Portugal an François Truffauts Film Jules und Jim.
Die Musik im Film wurde von Daniel Michael Kaiser komponiert. Die Schallplatte, die Leitmayr in der Wohnung von Mikesch im Plattenspieler wiederfindet und abspielt, ist das Album Wish You Were Here von Pink Floyd – zu hören sind Ausschnitte der Titel Have a Cigar und Wish You Were Here.

## Rezeption

### Kritiken
Der Film-Dienst vergab zwei von fünf möglichen Sternen und beurteilte den Film als uneinheitlich. Die Jugendenthüllungen über Leitmayr würden sich „nie glaubhaft in die Seriendramaturgie einpassen“. Der „wilde Wechsel zwischen Ernst und Komödie“ werde „notdürftig durch einige schauspielerische Glanzlichter ausgeglichen.“

„Der „Tatort“ aus München ist ein herrlich bekiffter Wellenritt ins Tal der verpatzten Träume. Und wer hätte gedacht, dass Kommissar Leitmayr einmal ein Beach Boy war? […] Und all das lässt sich ohne großen Anspruch, aber vergnügt lächelnd im Hängemattenmodus konsumieren, eine willkommene Pause vom Europawahldrama.“

„[…] eine stilsicher inszenierte Tragödie, in der Vergangenheitsbewältigung und Trauerarbeit nah beieinanderliegen. Die Handlung folgt der Mentalität der Episoden-Hauptrolle, sie verläuft entsprechend sprunghaft, und die Spannung resultiert aus dem Mitgefühl mit diesem Traumtänzer […] Eine gute Idee ist es, Graulocke Leitmayr eine wilde Vergangenheit anzudichten, so richtig glauben mag man sie jedoch nicht.“

„‚Die ewige Welle‘ ist ein moralfreier "Tatort", es gibt hier keine sittlichen Gewinner. Dafür viel Poesie. Die Rückblenden über die Ménage à Trois in Portugal sind im Stil von Truffauts "Jules und Jim" inszeniert, und Regisseur Kleinert versucht die Entgrenzungen von einst ein bisschen in die Gegenwart zu holen: Erst gibt es nackte Körper im Sand des Atlantiks zu sehen, dann nackte Füße im Münchner Moos.“

Die Autorin Marion Löhndorf äußerte sich in der NZZ nicht überzeugt von dem Film und titelte: „So langweilig können Verbrechen sein“. Bezogen auf die Erinnerungen, die in Rückblenden erzählt werden, urteilte sie, dass bei jedem Wechsel in den Vergangenheitsmodus „nur einfallslose und sentimentale Bilder“ erschienen, „die an der Peinlichkeit entlangschrammen und die ganze Sache am Ende doch verklären.“

### Einschaltquoten
Die Erstausstrahlung von Die ewige Welle am 26. Mai 2019 wurde in Deutschland von 8,85 Millionen Zuschauern gesehen und erreichte einen Marktanteil von 26,1 % für Das Erste. Bei einer Wiederholung am Ostersonntag 2021 konnte der Film in Deutschland 5,35 Millionen Zuschauer erreichen.